# Munt la Schera
De Munt la Schera is een 2.586 meter hoge berg in het zuidoosten van het Zwitserse kanton Graubünden gelegen in het Zwitsers Nationaal Park op het grondgebied van de gemeente Zernez, vlak bij de Italiaanse grens en de aangrenzende provincie Sondrio.
De berg maakt deel uit van het massief van de Ortler Alpen, en grenst in het westen aan de Bündner Alpen. De berg ligt tussen de valleien van de Ofenbach (Reto-Romaans: Ova dal Fuorn) in het noorden, de Spöl in het zuidwesten, het Galltal in het zuiden en de beek Ova da Chaschabella in het zuidoosten. De bergketen met de Munt Chavagl en de Munt Buffalora bestaat geologisch uit verschillende sedimentaire gesteenten, voornamelijk conglomeraten, zandsteen en dolomiet. De steile bergflanken zijn bedekt met bos tot een hoogte van ongeveer 2000 meter, vooral het bos "God la Schera" in het zuiden. Boven dit bosgebied ligt de boerderij Alp la Schera, die alleen via wandelpaden te bereiken is.
Aan de noordelijke voet van de Munt la Schera loopt het traject van de Ofenpas, in het zuiden ligt het stuwmeer Lago di Livigno, grotendeels op Italiaans grondgebied, met de stuwdam Punt dal Gall op de Zwitsers-Italiaanse grens. De waterkrachtcentrale die gevoed wordt door een tunnel is de Ova Spin-energiecentrale van Engadiner Kraftwerke AG. Het restsaldo aan water stroomt door de Spöl-kloof het Zwitsers Nationaal Park in.
Een wegtunnel onder de Munt la Schera verbindt Engadin met Livigno. De Munt-la-Schera-tunnel is eigendom van Engadiner Kraftwerke AG maar is na drie jaar exclusief gebruik voor aanleg van de stuwdam in 1968 vrijgegeven voor publiek gebruik, met dien verstande dat het wel een toltunnel is. De tunnel is geboord in noord-zuid oriëntatie in de flank ten westen van de bergtop op een hoogte tussen de 1.700 en 1.800 meter über Meer.
Over de Munt la Schera loopt een wandelpad (Route 15 van het Zwitsers Nationaal Park), dat verbonden is met een geologisch natuurexploratiepad. Tot de bezienswaardigheden langs dit pad horen oude mijntunnels bij Buffalora en aardstromen bij Munt Chavagl.

## Uitzicht
Het uitzicht in zuidelijke richting (zicht op de Italiaanse gebergtes):